# دیانا بولیمار
دیانا بولیمار (به انگلیسی: Diana Bulimar) ژیمناست زادهٔ ۲۲ اوت ۱۹۹۵ میلادی اهل کشور رومانی است.